# Цркве брвнаре у Марамурешу
Цркве брвнаре у Марамаурешу налазе се у северном делу Транислваније, у регији Марамуреш. То је група од стотинак православних и грко-католичких цркава. Највећи број ових цркава изграђен је између 17. и 19. века.

## Архитектура
Аустроугарске власти, под чијом је територијом је било подручје Марамуреша од краја 17. века, нису дозвољвале Румунима да цркве граде у камену. Због тога су цркве рађене у дрвету. У зависности од периода настанка, ове цркве грађене су различитим архитектонским стиловима. Градили су их локални градитељи, а вештина градње је током векова досегла изванредну технику. Одликује их висока конструкција и витак звоник на западној страни грађевине. То је јединствени спој источне и западне архитектонске баштине Европе. Основа ових цркава је византијска, док су облици најчешће готски. Неке од цркава су готово минијатурне, док неколико њих досеже заиста импресивне димензије. За изградњу ових цркви најчешће су коришћени храст и оморика. Високо и витко дрво оморике сматра се узором за облик цркава. Обично су осликане радовима локалних уметника сценама из Библије и темама везаним за локално подручје на којима се налазе. У склопу цркве обично се налазило и сеоско гробље. Оно што је најкарактеристичније за ове цркве је веома висок и велик кров у односу на саму грађевину.

## Значај
Румунски део историјске регије Марамуреш, на крајњем северу Трансилваније на граници са Украјином, представља својеврсни музеј на отвореном. Ово подручје најмање је било под утицајем савремене цивилизације. Архитектура села у Марамурешу веома је добро очувана, а занати попут ткања, дубореза, сликања на стаклу и дрвету, могу се и даље видети међу становништвом.

## Цркве на УНЕСКО листи светске баштине
Осам цркава из ове групе укључено је на УНЕСКО-ву листу Светске баштине 1999. године. То су цркве у местима: Барсана, Будешти, Десешти, Јеуд, Плопиш, Рогоз, Појениле Изеј и Шурдешти. Најстарија међу њима је црква Свете Параскеве у месту Појениле Изеј, изграђена почетком 17. века.

### Црква Ваведења Пресвете Богородице (Барсана)
Саграђена је 1720. године. Торањ цркве висок је 62 метра. Веома је мрачна, јер на њој готово и да нема прозора. У њој се налази импресивна збирка икона на стаклу и верских књига. Првобитно је била манастир, и монаси су је користили до 1791. године. Почетком 19. века пресељена је у село и од тада се користи као сеоска црква. Посвећена је Ваведењу Пресвете Богородице.

### Црква Светог Николе (Будешти)
Црква Светог Николе у Будештију саграђена је 1643. године. Димензије ове цркве су нешто веће (18x8 m). Једина има 4 торњића на ивицама доњег дела крова, што је карактеристично за цркве у области Лупус. Основа цркве је правоугаоног облика. У овој цркви налазе се вредне колекције икона на дрвету и стаклу, као и верижњача легендарног Пинтеа Храброг.

### Црква Свете Параскеве (Десешти)
Саграђена је 1770. године. Основа цркве је од камена. Посвећена је Светој Параскеви. Спољашњост цркве украшена је декоративним елементима, који се уклапају у хомогену целину. Једна је од ретких цркава чији је основни облик сачуван и на које није дограђен трем.

### Црква Рођења Свете Богородице (Иеуд)
Ова црква саграђена је 1717. године и налази се на брду, на истом месту на којем се налазила црква коју су у 16. веку уништили Татари. Главни део цркве има кров са двоструком надстрешницом. Архитектура и сликарство су јако добро очувани. Црква је прилично велика у односу на друге цркве грађене у 17. веку. Посвећена је рођењу Богородице.

### Црква Арханђела Михаила и Габриела (Плопиш)
Саграђена у периоду између 1796. и 1798. године. Посвећена је Арханђелима Михаилу и Габриелу. Хармоничних је пропорција са резбареном и сликаном декорацијом. Под цркве је од камених плоча. На основи торња, налазе се четири мала украсна торња. На цркви се налазе мали прозори. Прозори су аранжирани да формирају парове које чине један мањи и један већи прозор. Мањи прозори су стилизовани и налазе се изнад већих.

### Црква Свете Параскеве (Појениле Изеј)
Ово је најстарија сачувана црква брвнара у Марамурешу. Саграђена је 1604. године и на њој се могу видети два архитектонска стила. Старији, из периода настанка цркве и новији, карактеристичан за 18. век, током којег је црква реконструисана. Првобитно је то била мања и нижа црква, грађена од дрвета јеле. У 18. веку је проширена и подигнут је кров. Слике су веома добро очуване и налазе се у једноставним оквирима. У њој се налазе записи из периода Хабзбуршке владавине. Посвећена је Светој Параскеви.

### Црква Светог Арханђела (Рогоз)
Ово је једина од осам цркви под заштитом УНЕСКО-а која представља архитектуру северног дела Транислваније. Саграђена 1663. године у месту Суч, а у Рогоз је премештена 1883. године. Посвећена је Светом Арханђелу. Изнад улазних врата стоји натпис: Из времена када је Трансилванија била окупирана. Кров ове цркве је широк и асиметричан. Оквир врата украшен је мотивом уврнутог дуплог конопца. Мотив се налази и у унутрашњости цркве. Апсида је полигоналног облика са малим округлим прозорима.

### Црква Светог Арханђела (Шурдешти)
Саграђена је 1766. године. Са висином торња од 72 метра, једна је од највиших дрвених грађевина у Европи. Ово је Грко-католичка црква посвећена Светом Арханђелу. Њена архитектура представља сам врхунац градње цркви брвнара. Кров је са две стрехе између којих се налазе прозори.

## Занимљивости
- У изградњи ових цркви нису коришћени метални ексери.[10]
- „Јеванђеље по Јуди“ из 1391. године, за које се сматра да је најстарији писани документом на румунском језику, пронађено је на тавану цркве у Иеуду.[11]

## Галерија
- Црква у Барсани
- Црква у Будештију
- Црква у Десештију
- Црква у Иеуду
- Црква у Плопишу
- Црква у Појениле Изеју
- Црква у Рогозу
- Црква у Шурдештију